# 슈토레

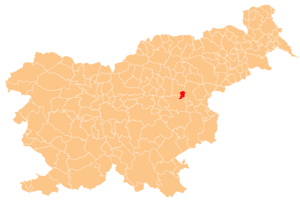
슈토레의 위치

슈토레(슬로베니아어: Štore)는 슬로베니아의 도시로 면적은 28.1km2, 높이는 263m, 인구는 4,060명(2002년 기준), 인구 밀도는 144.5명/km2이다.